# Still Life (Talking)
| Recensione | Giudizio |
| ---------- | -------- |
| AllMusic   | [ 3 ]    |

Still Life (Talking) è un album del Pat Metheny Group, pubblicato nel 1987.
Viene registrato ai Power Station fra marzo e aprile del 1987 partendo dalle basi e inserendo poi i vari strumenti. È il primo album inciso per l'etichetta Geffen Records.
Il disco conferma l'avvicinamento del gruppo alle sonorità brasiliane. Tra le novità la presenza dei due cantanti e polistrumentisti Mark Ledford e David Blamires. Pat Metheny inoltre utilizza per la prima volta in disco la chitarra elettrica Coral Sitar con la quale esegue il brano Last Train Home, che diventa un classico del Pat Metheny Group ed è considerato dallo stesso Metheny una delle sue composizioni più belle.

## Tracce

### LP
Lato A
1. Minuano (Six Eight) – 9:25 (Pat Metheny, Lyle Mays)
2. So May It Secretly Begin – 6:24 (Pat Metheny)
3. Last Train Home – 5:38 (Pat Metheny)

Lato B
1. (It's Just) Talk – 6:16 (Pat Metheny)
2. Third Wind – 8:33 (Pat Metheny, Lyle Mays)
3. Distance – 2:43 (Lyle Mays)
4. In Her Family – 3:15 (Pat Metheny)

## Formazione
- Pat Metheny - chitarra acustica, chitarra elettrica, chitarra synth
- Lyle Mays - piano, tastiere
- Steve Rodby - basso acustico, basso elettrico
- Paul Wertico - batteria
- Armando Marçal - percussioni, voce
- David Blamires - voce
- Mark Ledford - voce

Note aggiuntive
- Pat Metheny - produttore
- Lyle Mays - co-produttore
- Steve Rodby e Paul Wertico con Steve Cantor e David Oakes - produttori associato
- Niki Gatos e Tom Sheehan - assistenti alla produzione
- Registrazioni effettuate nel marzo / aprile 1987 al Power Station, New York City, New York (Stati Uniti)
- Rob Eaton - ingegnere delle registrazioni
- Alexander Hass - assistente ingegnere delle registrazioni
- Mastering effettuato al Masterdisk di Bob Ludwig
- M&Co., New York - design copertina album
- David Katzenstein - foto copertina album
- Alexander Brebner - foto copertina album
- Andy Freeberg - foto copertina album
- Neil Selkirk - foto copertina album
- Phil Brodatz - foto copertina album[4]

## Classifica
Album
| Anno | Classifica    | Posizione raggiunta |
| ---- | ------------- | ------------------- |
| 1987 | Billboard 200 | 86                  |